# 石演芬

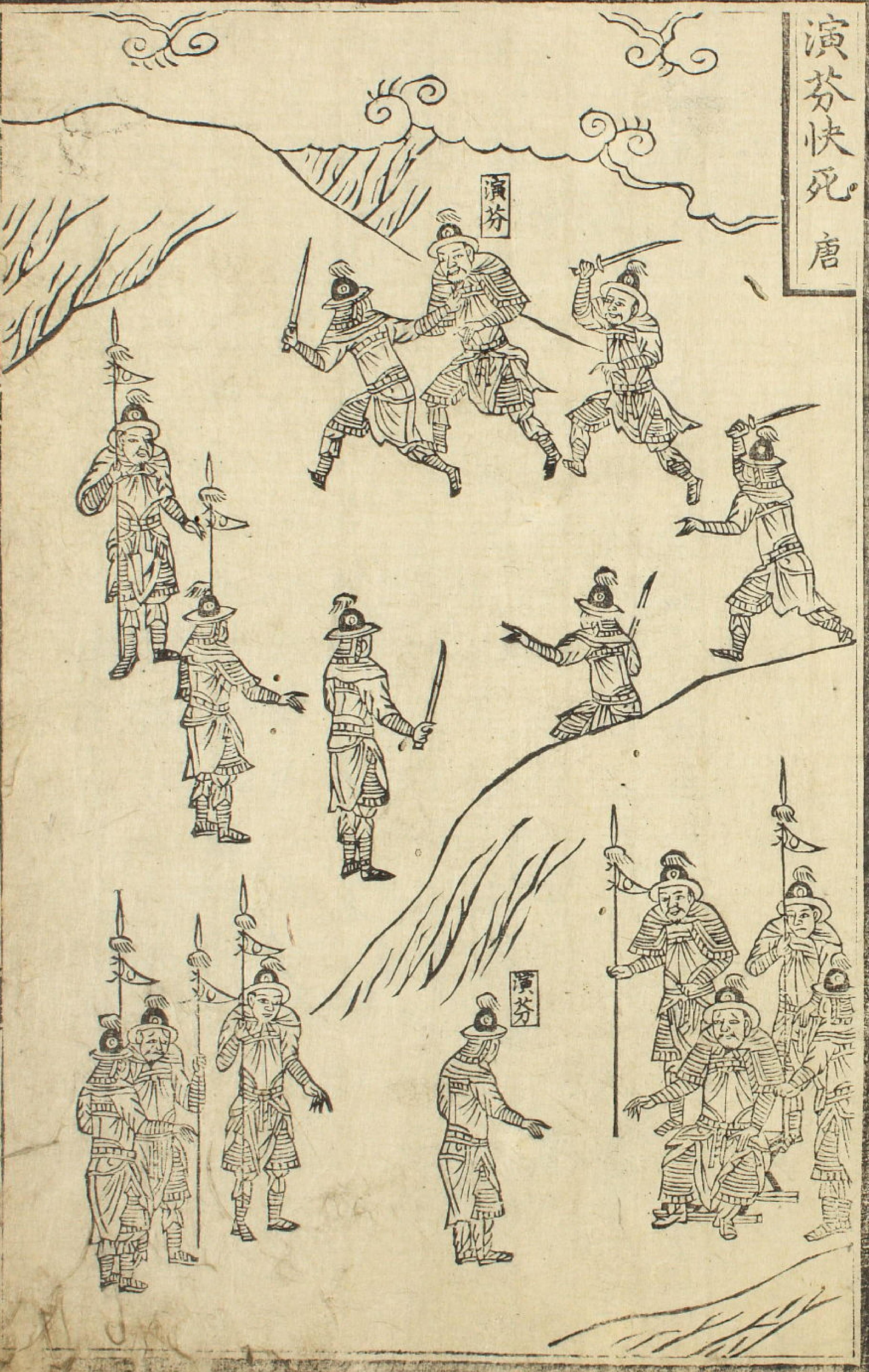
演芬快死

石演芬（8世纪？—784年），唐朝西域胡人。以勇猛為朔方邠寧節度兵馬使、兼御史大夫。
李懷光把他作为養子，官至右武鋒都將。李懷光軍屯三橋，將与反唐称帝的朱泚通和。石演芬派門客郜成義到行在去见唐德宗，言明李懷光无破敌之意，请罢其总统军马的职务。郜成義抵达奉天，把这个消息告诉了李懷光的儿子李琟，李琟密告其父李懷光。李懷光召石演芬骂道：「我以你為子，为什么想要破灭我家！今日负我，你该死了吧？」石演芬回答：「天子以李公為股肱，李公以我为心腹，李公上負天子，我为什么不负李公？我石演芬是胡人，不懂得贰心，想要事奉一个主人，有幸免于被呼為賊。死是我的定分！」李懷光命令左右把他剁碎吃了，左右劝说：「他说忠烈士也！可令速死。」于是用刀砍斷其颈。德宗得知后，赠石演芬兵部尚书，赐其家钱三百万，在朔方捕得郜成義，处死。